# Округ Атаскоса (Тексас)
Округ Атаскоса (енгл. Atascosa County) је округ у америчкој савезној држави Тексас. По попису из 2010. године број становника је 44.911.

## Демографија
Према попису становништва из 2010. у округу је живело 44.911 становника, што је 6.283 (16,3%) становника више него 2000. године.
| Група             | 2000.          | 2010.          |
| Белци             | 15.284 (39,6%) | 16.295 (36,3%) |
| Афроамериканци    | 230 (0,6%)     | 359 (0,8%)     |
| Азијати           | 121 (0,3%)     | 156 (0,3%)     |
| Хиспаноамериканци | 22.620 (58,6%) | 27.785 (61,9%) |
| Укупно            | 38.628         | 44.911         |